# Уст-Маја
Уст-Маја (рус. Усть-Мая) мање је село и административни центар Уст-Мајског рејона у источном делу Јакутије.
Село се налази 382 км источно од Јакутска и смештено је на левој обали реке Алдан, на ушћу реке Маја.
Насеље има 2.765 становника (2013).

## Становништво
| 1959. | 1970. | 1979. | 1989. | 2002. | 2010. |
| ----- | ----- | ----- | ----- | ----- | ----- |
| 2.290 | 2.819 | 2.990 | 3.514 | 3.165 | 2.923 |